# Bird Ridge
Bird Ridge ist ein zum Teil vereister und 11 km langer Gebirgskamm im ostantarktischen Kempland. Er ragt 10 km nordwestlich des Storegutt und westlich der Edward-VIII-Bucht auf.
Kartiert wurde er anhand von Luftaufnahmen aus dem Jahr 1956, die im Rahmen der Australian National Antarctic Research Expeditions entstanden. Namensgeber ist Garry Bird, leitender Elektrotechniker auf der Mawson-Station im Jahr 1961.